# Lomtjärnarna (Voxna socken, Hälsingland, 682008-147801)
Lomtjärnarna är en sjö i Ovanåkers kommun i Hälsingland och ingår i Ljusnans huvudavrinningsområde.